# Varela (Guinea-Bissau)
Varela, auch Varela-Iale oder Varela-Ial, ist eine Ortschaft am nordwestlichen Ende Guinea-Bissaus mit 597 Einwohnern, ganz überwiegend der animistischen Ethnie der Felupe angehörend, mit einer moslemischen Minderheit.
Der Ort liegt im Verwaltungssektor von São Domingos in der Region Cacheu.

## Geschichte
Unter Historikern besagt eine These, dass der portugiesische Seefahrer António Fernandes hier zwischen 1445 und 1447 als erster Europäer an Land ging, und nicht Nuno Tristão, der möglicherweise schon am Gambia seine tödlichen Verletzungen erhalten hatte.

## Sehenswürdigkeiten
Varela ist vor allem für seine weißen Sandstrände bekannt, insbesondere Para da Varela, der als der schönste Sandstrand des Landes außerhalb der Inseln gilt. Weitere Strände sind:
- Praia dos Pescadores, eine Verlängerung der Praia de Varela, von wo traditionell die Fischer ihre Boote ins Wasser lassen
- Praia de Niquin, ein 3 km von der Praia de Varela entfernter, schwer zugänglicher Strand mit beeindruckender umgebende Natur
- Praia de Catão liegt 2 km von der Straße nach São Domingos entfernt, durch Mangroven getrennt und für seine Flusspferde bekannt
- Praia de Edjim liegt 13 km von der Straße nach São Domingos entfernt

Die als unberührt geltende Natur mit ihrer reichen Pflanzen- und Tierwelt und die ruhige Atmosphäre zeichnen Varela aus. Das italienisch geführte Aparthotel Chez Hélène ist die bislang einzige Unterbringungsmöglichkeit am Ort, daneben existieren nur einige improvisierte Restaurants von Anwohnern als touristische Infrastruktur.
Eine ungewöhnlich gewachsene Palme wird von der lokalen animistischen Bevölkerung als heilig verehrt. Gegen eine kleine Gabe oder Münze kann man sich dort etwas wünschen.
An der Umweltstation der portugiesischen Nichtregierungsorganisation AD - Acção para o Desenvolvimento ist ein kleines Meeresmuseum eingerichtet.

## Verkehr
Von São Domingos aus führt eine nicht-asphaltierte Straße (Lehmpiste) ins 53 km entfernte Varela, vorbei an der 12 km vor Varela liegenden Ortschaft Susana, die damit den nächstgrößeren Ort für Varela darstellt.
Varela verfügt über einen Flugplatz mit dem ICAO-Code GGVR, von wo aus u. a. Ausflüge nach Cap Skirring im nahen Senegal möglich sind.